# Leif Esper Andersen
Leif Esper Andersen född 6 januari 1940 i Borup[källa behövs], död 7 mars 1979, var en dansk lärare, bildkonstnär och författare av barn- och ungdomsböcker. 
Andersen växte upp i en liten by i väst-Jylland som son till byns skollärare. Han gick ut realskolan med usla betyg och arbetade som lantarbetare ett år. Sedan utbildade han sig först till slöjdlärare och tog också lärarexamen 1962. Han arbetade som lärare till 1973, då hans astma tvingade honom att sjukpensionera sig. Han blev då författare på heltid. Han var också verksam som målare, skulptör och tidningsskribent. Medan han var lärare skrev han sina första berättelser (Tako blir jägare om en indianpojke och Överfallet om vikingar), då han tyckte att han saknade lämpliga böcker för lässvaga elever.
Andersens genombrott kom med den historiska ungdomsromanen Heksefeber 1973. I den boken liksom i hans övriga böcker är temat förföljelse: Varför blir en del förföljda? Och varför förföljer människor? Han utgav totalt ett trettiotal barn- och ungdomsböcker.

## Priser
- 1974 Danmarks lärarförenings jubileumspris för Häxfeber
- 1976 Kulturministeriets barnbokspris för Främling[1]